# Felix Pipes
Pour les articles homonymes, voir Pipes.
Fritz-Felix Pipes (né le 15 avril 1887 à Prague et décédé le 20 janvier 1983 à Seattle) est un joueur autrichien de tennis, médaillé d'argent aux Jeux olympiques d'été de 1912 à Stockholm en double messieurs avec Arthur Zborzil.

## Palmarès (partiel)

### Finale en simple messieurs
| No | Date | Nom et lieu du tournoi                       | Catégorie | Surface | Vainqueur       | Score         |  |
| -- | ---- | -------------------------------------------- | --------- | ------- | --------------- | ------------- |  |
| 1  | 1911 | German International Championships, Hambourg |           | NC      | Otto Froitzheim | 6-3, 6-2, 6-1 |  |

### Finale en double messieurs
| No | Date       | Nom et lieu du tournoi          | Catégorie     | Surface      | Vainqueurs                      | Partenaire     | Score              |          |
| -- | ---------- | ------------------------------- | ------------- | ------------ | ------------------------------- | -------------- | ------------------ | -------- |
| 1  | 28-06-1912 | Jeux olympiques d'été Stockholm | J. olympiques | Terre (ext.) | Harold Kitson · Charles Winslow | Arthur Zborzil | 4-6, 6-1, 6-2, 6-2 | Parcours |